# Freddy Ravello
Freddy Medardo Ravello Ubillas (Comas, Provincia de Lima, 28 de enero de 1955) es un exfutbolista peruano. Jugó en diversos clubes peruanos, principalmente con Alianza Lima, equipo en el cual destacó por ser uno de sus diez goleadores históricos.

## Biografía
Freddy nació en una vivienda de Comas, ubicada  en la cuadra 7 de jirón Piura, a 20 metros de la intersección con la avenida Puno en La Libertad. En más de una oportunidad, ya estando en el Deportivo Municipal y Alianza Lima, no perdía la costumbre y la sencillez para “pichanguear” en la calle con arcos de dos piedras. Ravello radica hace más de 30 años en EE. UU. donde tiene un próspero negocio de comida peruana al lado de su esposa e hijos.

## Trayectoria
Tras jugar en José Gálvez (1973) y Municipal (1974-1975), llegó a Alianza en 1976. Fue parte del rodillo negro de los años 70, conformado por Cubillas, Cueto, Sotil, entre otros. En la inauguración de las torres de iluminación del estadio de Alianza Lima, tuvo el privilegio de anotar el primer gol de Alianza que, a la postre, fue el del empate ante los Strikers de EE. UU. con un marcador final de 1-1. Su última temporada con la camiseta de Alianza fue en 1983, anotando 10 goles, el último de ellos de tiro libre a Universitario, el eterno rival del equipo morado. Finalmente regresó al Municipal para jugar su última temporada como profesional.

## Selección Peruana
Pese al gran nivel mostrado en Alianza Lima, Ravello sólo anotó un gol por la selección peruana, en 1979 ante Ecuador en Quito. El partido terminó con una victoria por 2:1 a favor de la Tri. Formó parte de la nómina para las eliminatorias a la Copa del Mundo 1982, donde no jugó ningún minuto.

### Participaciones en Eliminatorias
| Eliminatorias                    | Selección | Resultado      | Partidos | Goles |
| -------------------------------- | --------- | -------------- | -------- | ----- |
| Eliminatorias Sudamericanas 1982 | Perú      | 3º (Clasificó) | 0        | 0     |

## Clubes
| Club                | País | Año         |
| ------------------- | ---- | ----------- |
| José Gálvez         | Perú | 1973        |
| Deportivo Municipal | Perú | 1974 - 1975 |
| Alianza Lima        | Perú | 1976 - 1983 |
| Deportivo Municipal | Perú | 1984 - 1985 |

## Estadísticas
| Club                                                                                   | Div                 | Temporada           | Liga  | Liga  | Copas Nacionales | Copas Nacionales | Copas Internacionales (1) | Copas Internacionales (1) | Total (2) | Total (2) | Promedio · |
| Club                                                                                   | Div                 | Temporada           | Part. | Goles | Part.            | Goles            | Part.                     | Goles                     | Part.     | Goles     | Promedio · |
| -------------------------------------------------------------------------------------- | ------------------- | ------------------- | ----- | ----- | ---------------- | ---------------- | ------------------------- | ------------------------- | --------- | --------- | ---------- |
| José Gálvez · Perú                                                                     | 1ª                  | 1973                | 10    | 3     | -                | -                | -                         | -                         | 10        | 3         | 0,30       |
| José Gálvez · Perú                                                                     | Total               | Total               | 10    | 3     | 0                | 0                | 0                         | 0                         | 10        | 3         | 0,30       |
| Deportivo Municipal · Perú                                                             | 1ª                  | 1974                | 22    | 6     | -                | -                | -                         | -                         | 22        | 6         | 0,27       |
| Deportivo Municipal · Perú                                                             | 1ª                  | 1975                | 28    | 10    | -                | -                | -                         | -                         | 28        | 10        | 0,60       |
| Deportivo Municipal · Perú                                                             | Total               | Total               | 50    | 16    | 0                | 0                | 0                         | 0                         | 50        | 16        | 0,32       |
| Alianza Lima · Perú                                                                    | 1ª                  | 1976                | 29    | 12    | -                | -                | 9                         | 3                         | 38        | 15        | 0,39       |
| Alianza Lima · Perú                                                                    | 1ª                  | 1977                | 56    | 27    | 0                | 0                | -                         | -                         | 56        | 27        | 0,48       |
| Alianza Lima · Perú                                                                    | 1ª                  | 1978                | 25    | 5     | 0                | 0                | 10                        | 3                         | 35        | 8         | 0,23       |
| Alianza Lima · Perú                                                                    | 1ª                  | 1979                | 39    | 21    | 0                | 0                | 6                         | 2                         | 45        | 23        | 0,51       |
| Alianza Lima · Perú                                                                    | 1ª                  | 1980                | 26    | 9     | 0                | 0                | -                         | -                         | 26        | 9         | 0,35       |
| Alianza Lima · Perú                                                                    | 1ª                  | 1981                | 23    | 9     | 0                | 0                | -                         | -                         | 23        | 9         | 0,42       |
| Alianza Lima · Perú                                                                    | 1ª                  | 1982                | 20    | 3     | 0                | 0                | -                         | -                         | 20        | 3         | 0,15       |
| Alianza Lima · Perú                                                                    | 1ª                  | 1983                | 28    | 10    | 0                | 0                | 5                         | 0                         | 33        | 10        | 0,29       |
| Alianza Lima · Perú                                                                    | Total               | Total               | 246   | 96    | 0                | 0                | 30                        | 8                         | 276       | 104       | 0,38       |
| Deportivo Municipal · Perú                                                             | 1ª                  | 1984                | 8     | 0     | 0                | 0                | -                         | -                         | 8         | 0         | 0,00       |
| Deportivo Municipal · Perú                                                             | Total               | Total               | 8     | 0     | 0                | 0                | 0                         | 0                         | 8         | 0         | 0,00       |
| Total en su carrera                                                                    | Total en su carrera | Total en su carrera | 314   | 115   | 0                | 0                | 30                        | 8                         | 344       | 123       | 0,36       |
| (1) Incluye datos de la Copa Libertadores. (2) No incluye goles en partidos amistosos. |                     |                     |       |       |                  |                  |                           |                           |           |           |            |

## Palmarés

### Campeonatos nacionales
| Título                 | Club         | País | Año  |
| ---------------------- | ------------ | ---- | ---- |
| Liga Peruana de Fútbol | Alianza Lima | Perú | 1977 |
| Liga Peruana de Fútbol | Alianza Lima | Perú | 1978 |

### Torneos Zonales
| Título                        | Título                        | Equipo       | País | Año  |
| ----------------------------- | ----------------------------- | ------------ | ---- | ---- |
| Torneo Interzonal - Grupo "A" | Torneo Interzonal - Grupo "A" | Alianza Lima | Perú | 1977 |

### Campeonatos internacionales
| Título              | Club                        | País | Año  |
| ------------------- | --------------------------- | ---- | ---- |
| Juegos Bolivarianos | Selección Peruana de Fútbol | Perú | 1973 |
| Copa Simón Bolívar  | Alianza Lima                | Perú | 1976 |

### Distinciones personales
| Distinción                                          | Año  |
| --------------------------------------------------- | ---- |
| Goleador de la Primera División del Perú (27 goles) | 1977 |